# Église de Saddleback
L’Église de Saddleback (anglais : Saddleback Church) est une megachurch chrétienne évangélique baptiste multisite basée à Lake Forest, Californie, aux États-Unis.  Elle compte des campus en Californie et à l’international. Son pasteur principal est Andy Wood. En 2024, elle compterait une assistance de 30,000 personnes.

## Histoire
En 1979, Rick Warren récemment diplômé en théologie, va s’installer avec sa femme Kay dans la région de Saddleback Valley, dans le Comté d'Orange (Californie) . Il commence alors à sonder les gens de son voisinage pour savoir ce qui les empêche de venir à l’église .  Les réponses qui ressortent sont l’ennui, l’éloignement de la vie quotidienne, le manque d’accueil pour les visiteurs, l’insistance sur l'argent et les programmes inadéquats pour les enfants. C’est avec ces préoccupations que l'église commence en 1980, par un groupe d’étude de la Bible, avec sept personnes, le pasteur Rick Warren et sa femme, dans leur condo .  Le premier service a lieu dans le gymnase d’une école secondaire, le jour de Pâques en 1980. En 1991, John Baker, un membre du personnel de l’église, a fondé l’organisation Celebrate Recovery pour aider les personnes à sortir de dépendances, avec le soutien de Rick Warren. En 1995, elle a fait la dédicace d’un nouveau bâtiment principal à Lake Forest comprenant un auditorium de 3,500 places.
En 2006, l’église inaugure un deuxième campus à San Clemente (Californie) .  D’autres ont été ouverts en Californie, et à l’international, dont Manille, aux Philippines, Hong Kong, Buenos Aires, en Argentine et Berlin en Allemagne.
En 2018, l'église a déclaré avoir baptisé 50,000 personnes depuis sa fondation.
En 2022, Andy Wood est devenu pasteur principal de l’église.
Selon un recensement de l’église publié en 2024, elle disait avoir une assistance hebdomadaire de 30,000 personnes et avoir ouvert 15 campus dans différentes villes .

## P.E.A.C.E. Plan
En 2003, Saddleback Church, Kay et Rick Warren ont fondé le P.E.A.C.E. Plan, un programme humanitaire de développement pour les églises,.

## Controverses
En 2021, l’église a fait l’objet d’une vérification de conformité par la Southern Baptist Convention après avoir ordonné trois femmes pasteurs et agi ainsi en contradiction avec la confession de foi de la Convention qui professe que le ministère pastoral est réservé aux hommes,.
En février 2023, l’église est excommuniée de la Southern Baptist Convention en raison de l’embauche d’une femme pasteur en 2022, Stacie Wood, la femme du nouveau pasteur principal Andy Wood. En juin 2023, après une demande de révision de la décision de la part de l’église, les représentants des églises présents lors de la convention annuelle ont voté à 88% pour le maintien de cette décision. L'église voulait conserver son affiliation avec la California Southern Baptist Convention, mais en octobre 2023, elle a décidé de quitter également la convention d’État, dans le but de ne pas causer de divisions.